# David Zima
David Zima (Olomouc, 2000. november 8. –) cseh válogatott labdarúgó, a Slavia Praha játékosa.

## Pályafutása

### Klubcsapatokban
A Sigma Olomouc saját nevelésű játékosa. 2019. október 29-én mutatkozott be a felnőtt csapatban a kupában a Dukla Praha ellen. November 9-én a bajnokságban is debütált a Trinity Zlín ellen 1–0-ra elvesztett találkozón, majd a 2020 téli átigazolási időszakban kölcsönbe került a Slavia Praha csapatához vételi opcióval. Február 22-én mutatkozott be az SFC Opava ellen. Június 20-án megszerezte az első bajnoki gólját a Baník Ostrava ellen 3–1-re megnyert mérkőzésen. A szezon végén a klub élt opciós jogával. A 2021–22-es szezonban az UEFA-bajnokok ligája selejtezőjében is bemutatkozott a dán Midtjylland ellen. Október 29-én az Európa-ligában a Bayer 04 Leverkusen ellen debütált a csoportkörben. 2021. augusztus 31-én az olasz Torino 5 millió euróért szerződtette. Szeptember 12-én debütált a Salernitana ellen. 2022. október 18-án a kupában a Cittadella ellen első gólját szerezte meg. A 2022–23-as szezn közepén meniszkusz sérülést szenvedett, aminek következtében a szezon hátralévő részét ki kellett hagynia. 2024. január 31-én visszatért a Slavia Praha csapatába, ahova 2028. június 30-ig szóló szerződést írt alá. 4 millió eurós szerződtetésével a bajnokság történetének legdrágább átigazolása lett.

### A válogatottban
Többszörös korosztályos válogatott és részt vett a 2019-es U19-es labdarúgó-Európa-bajnokságon  2020. november 18-án a kispadon kapott lehetőséget Jaroslav Silhavy szövetségi kapitánytól a Szlovákia elleni Nemzetek Ligája találkozón. 2021. március 24-én mutatkozott be Észtország ellen. Tagja volt a 2020-as labdarúgó-Európa-bajnokságon résztvevő válogatottnak, de pályára nem lépett.
2024. március 22-én megszerezte első felnőtt válogatott gólját Norvégia ellen a 2–1-re megnyert felkészülési mérkőzésen, a 30. percben fejjel volt eredményes. Május 28-án Ivan Hašek meghívta a 2024-es labdarúgó-Európa-bajnokságra utazó válogatott keretbe.

## Statisztika

### Klub
2024. május 26-én frissítve.
| Klub                   | Szezon   | Bajnokság | Bajnokság | Kupa  | Kupa | Nemzetközi | Nemzetközi | Egyéb | Egyéb | Összesen | Összesen |
| Klub                   | Szezon   | Meccs     | Gól       | Meccs | Gól  | Meccs      | Gól        | Meccs | Gól   | Meccs    | Gól      |
| ---------------------- | -------- | --------- | --------- | ----- | ---- | ---------- | ---------- | ----- | ----- | -------- | -------- |
| Sigma Olomouc          | 2018–19  | 0         | 0         | 0     | 0    | —          | —          | —     | —     | 0        | 0        |
| Sigma Olomouc          | 2019–20  | 2         | 0         | 1     | 0    | —          | —          | —     | —     | 3        | 0        |
| Sigma Olomouc          | Összesen | 2         | 0         | 1     | 0    | 0          | 0          | 0     | 0     | 3        | 0        |
| Slavia Praha (kölcsön) | 2019–20  | 12        | 1         | 0     | 0    | —          | —          | —     | —     | 12       | 1        |
| Slavia Praha (kölcsön) | Összesen | 12        | 1         | 0     | 0    | 0          | 0          | 0     | 0     | 12       | 1        |
| Slavia Praha           | 2020–21  | 21        | 0         | 3     | 0    | 11         | 0          | —     | —     | 35       | 0        |
| Slavia Praha           | 2021–22  | 4         | 0         | 0     | 0    | 3          | 0          | —     | —     | 7        | 0        |
| Slavia Praha           | Összesen | 25        | 0         | 3     | 0    | 14         | 0          | 0     | 0     | 42       | 0        |
| Torino                 | 2021–22  | 20        | 0         | 0     | 0    | —          | —          | —     | —     | 20       | 0        |
| Torino                 | 2022–23  | 9         | 0         | 2     | 1    | —          | —          | —     | —     | 11       | 1        |
| Torino                 | 2023–24  | 5         | 0         | 1     | 1    | —          | —          | —     | —     | 6        | 1        |
| Torino                 | Összesen | 34        | 0         | 3     | 2    | 0          | 0          | 0     | 0     | 37       | 2        |
| Slavia Praha           | 2023–24  | 14        | 0         | 1     | 0    | 2          | 0          | —     | —     | 17       | 0        |
| Slavia Praha           | Összesen | 14        | 0         | 1     | 0    | 2          | 0          | 0     | 0     | 17       | 0        |
| Összesen               | Összesen | 87        | 1         | 8     | 2    | 16         | 0          | 0     | 0     | 111      | 3        |

### Válogatott
2024. június 7-én frissítve.
| Nemzet     | Évek     | Pályára lépések | Gólok |
| ---------- | -------- | --------------- | ----- |
| Csehország |          |                 |       |
| 2020       | 0        | 0               |       |
| 2021       | 5        | 0               |       |
| 2022       | 10       | 0               |       |
| 2023       | 4        | 0               |       |
| 2024       | 2        | 1               |       |
| Összesen   | Összesen | 21              | 1     |

## Sikerei, díjai

### Klub
- Slavia Praha
  - Cseh bajnok: 2019–20, 2020–21
  - Cseh kupa: 2020–21

### Egyéni
- Az év cseh tehetsége: 2020[28]